# 대한민국 해경 경비정 제863호 침몰 사건
해경 경비정 제863호 침몰 사건은 1974년 6월 28일에 거진 앞바다에서 오징어잡이 어선을 보호하던 대한민국 해경 경비정 863함이 조선인민군 해군 함정 3척의 공격을 받고 침몰한 사건이다.

## 사고 경위

### 해경 경비정 863호
863호는 1941년 일본에서 건조된 최대 속력 13노트의 200톤급 경무장 초계정으로, 1953년 대한민국 해양경찰에 인수된 것이었다.

### 침몰
1974년 6월 28일, 대한민국 국방부는 8시 50분경 어로보호 경비 중이던 해양 경비정 863호에 인민군 경비정 2척이 접근해 왔고, 10시 30분 현재 동쪽 군사경계선 남방 해상에서 인민군 경비정 3척에 둘러싸여 교전 중이라고 보고하였다.
국방부측의 발표에 의하면, 28명이 탑승한 해경 속초기지대 소속 863호를 3척의 인민군 함정들이 납북을 시도, 863호의 승무원이 완강히 저항하자 북쪽으로 밀고 가다가 격침시켰다고 하였다.
조선중앙통신은 28일 군사분계선 해상연장선 부근 해역에서 남한의 경비정 1척을 침몰시키고 수명의 승무원을 사로잡았다고 보도하였음이 동경발 UPI를 통해 보도되었다.

### 공중 대치
대한민국의 최신예기가 조선민주주의인민공화국의 함정을 공격하기 위해 이륙했으나 찾지 못하였다. 인민군의 미그기도 출동하였으나, 짙은 구름으로 2마일 거리를 두고 서로 만나지 못하였다.

## 수색 및 인양
당시 사고 현장에는 낮고 짙은 구름이 껴 있어서 공군기와 해군 함정의 수색이 불가하다고 하였다.
7월 2일 남한의 오징어잡이 어선이 시신 2구를, 7월 3일 경비정이 시신 2구를 인양하였다. 이들은 모두 심한 파편상이나 총상을 입었다고 보도되었다. 7월 4일에는 구명복을 입고 머리에 관통상을 입은 2구의 시신이, 7월 13일과 15일에 경북 포항과 영덕 앞바다에서 각 1구의 시신이 발견되어, 총 8구의 시신이 인양되었다.

## 논란
7월 2일 대한민국 국회 내무위원회에서는 경비정이 침몰된 곳까지 간 이유에 대하여 의문이 제기되었다.
7월 12일 대한민국 국회에서 열린 합동간담회에서는, 국방부에서는 경비정이 어선을 보호하던 중이었다고 설명하였지만, 수산청에서는 사고 당일 날씨가 좋지 않아 어선이 출어하지 않았다고 밝힌 점이 추궁되었다.

## 사후 처리 및 여파

### 항의
사고 당시 판문점에는 남북조절위원회 부위원장 회담이 열리고 있었는데, 남측은 회담 도중 북측의 무력 도발에 항의하였고, 북측은 이를 남측의 도발이라 주장하였다.
6월 28일, 유엔 한국대표부는 북조선이 남한 해양경비대의 초계정 863호를 격침시킨 데에 대한 항의 성명을 발표하였다.
공산측의 요청으로 1974년 7월 1일 판문점에서 열린 군사정전위원회 본회의에서 북조선은 28일 8시 10분 중무장한 남한의 경비정 1척이 안개 낀 군사분계선 북쪽 9마일 해상에서 정탐을 하려 하다가 북조선 함정이 나타나자 포격을 했고, 북조선 함정이 이를 격침하였다고 주장하였다. 유엔군측은, 863호는 최대 속력이 13노트이며, 30년 전에 건조된 낡은 경무장초계함으로, 어선의 월선을 막는 임무를 수행하던 중이었다고 설명하였다. 북조선측은 침몰된 경비정의 통신장과 갑판원의 자백 테이프를 들려주었으나, 녹음 상태가 좋지 않고 북조선 말투를 사용하였다는 점이 지적되었다.

### 규탄 대회
6월 29일에는 오전 속초 공설운동장에서 5만여 어민이 모여 북조선의 행위를 규탄하는 궐기대회를 열었으며, 희생자의 유가족이 다니는 부산 봉래국민학교에서도 3천 명이 모인 규탄 대회가 열렸다고 보도되었다.
7월 1일에는 인천시 중구에서 33만 명이 모여 희생자 보상과 생존자 송환을 요구하는 궐기대회가 열렸다. 주문진에서는 3만 명이 참여한 규탄 궐기대회가 열렸다.

### 사퇴
7월 11일, 해양경찰대장이 경비정 침몰에 대한 책임으로 내무부장관에 사의를 표명하였다.

### 충혼탑
대한민국 해경에서는 1986년 12월 30일에 이 사건을 포함한 순직, 전사한 호국영령의 넋을 추모하기 위해 충혼탑을 건립했다. 2002년 4월과 6월에 성역화 작업이 실시되고, 2003년 4월에 조경공사가 추가로 실시되었다.

## 같이 보기
- 대한민국 해군 56함 침몰 사건
- 대한민국 해군 방송선 피랍 사건